# Ультрафіолетове випромінювання

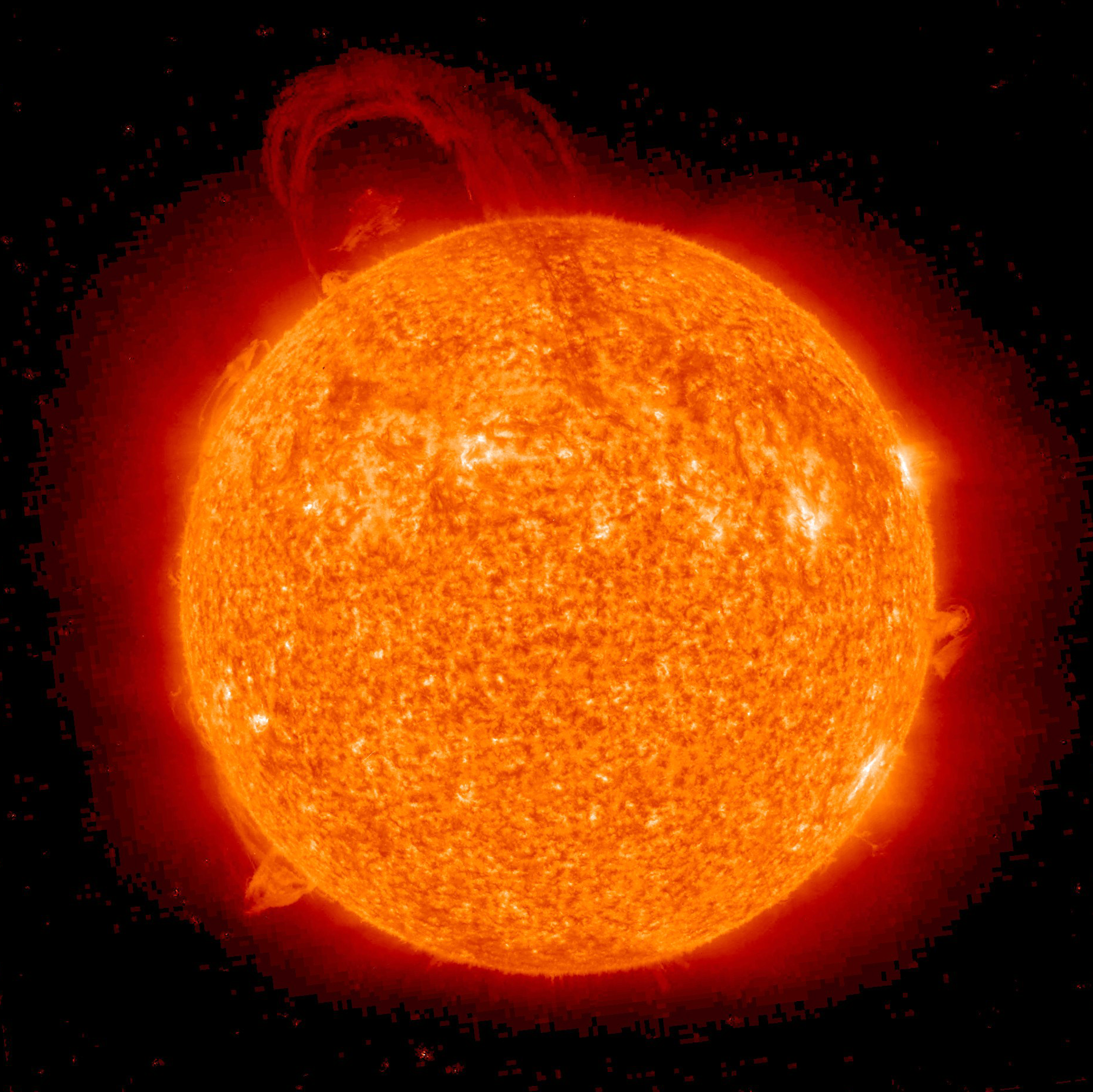
Знімок Сонця в УФ-діапазоні, STEREO

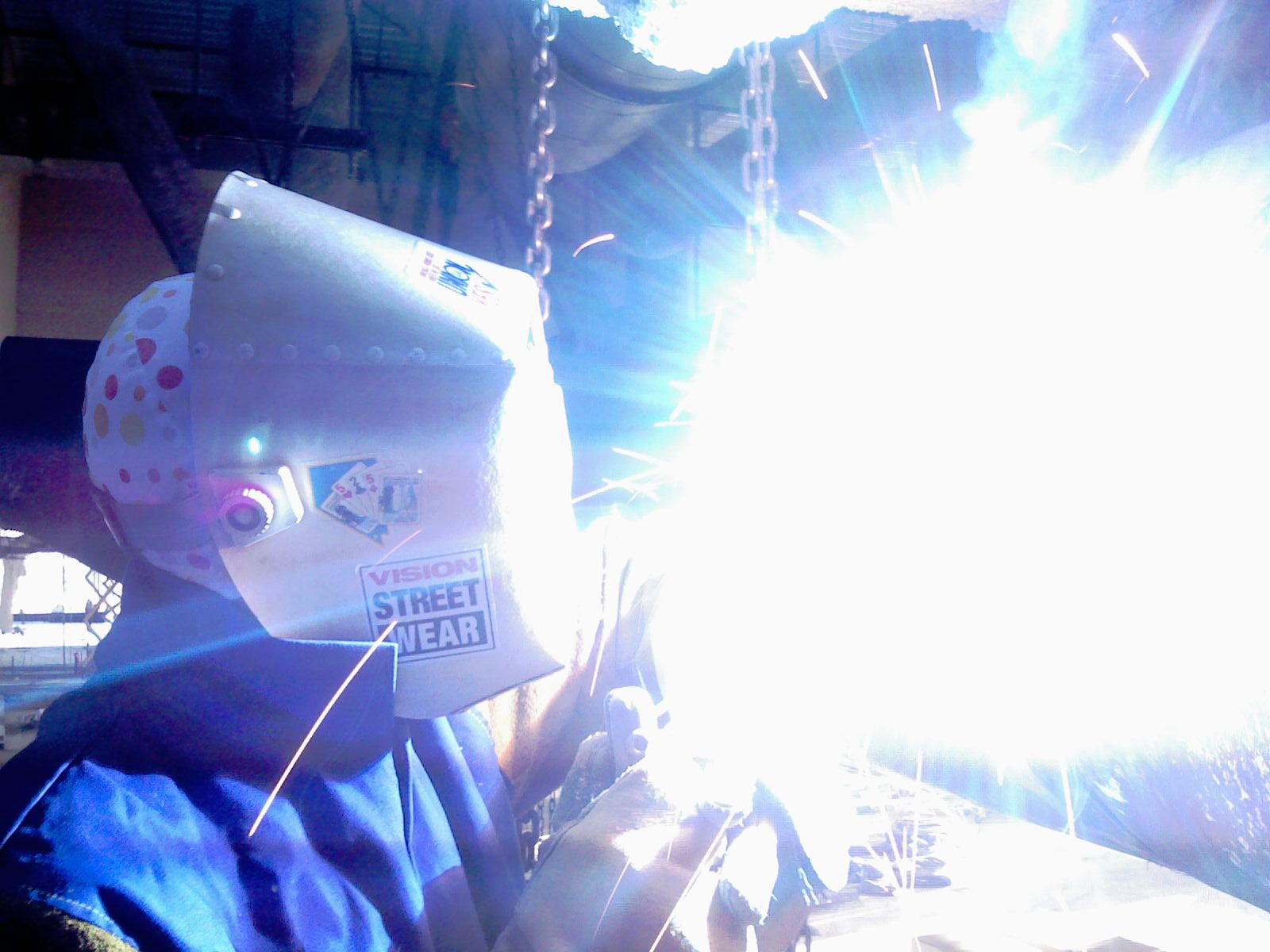
Дугові розряди виробляють ультрафіолетове світло, тому зварювальники мусять одягати зварювальну маску, аби запобігти пошкодженню очей.

Ультрафіолетове випромінювання (від лат. ultra — «за межами»), скорочено УФ-випромінення або ультрафіолет — невидиме оком людини електромагнітне випромінювання, що посідає спектральну область між видимим і рентгенівським випромінюваннями в межах довжин хвиль 400-10 нм.
Природа виникнення ультрафіолетового випромінювання - це, як і у випадку видимого світла, переходи електронів в атомах на нижчий енергетичний рівень з генерацією фотонів.

## Класифікація
Уся область ультрафіолетового випромінення умовно ділиться на:
- довгі ультрафіолетові хвилі від 315 до 400 нм;
- середні ультрафіолетові хвилі від 280 до 315 нм;
- короткі ультрафіолетові хвилі від 10 до 280 нм.

Або на:
- ближню від 400 до 200 нм. Відкрито 1801 року німецьким вченим Йоганном Ріттером і англійським вченим Вільямом Волластоном за фотохімічним впливом випромінення на хлористе срібло (AgCl).
- далеку, або вакуумну (200-10 нм). Назва зумовлена тим, що випромінювання цієї ділянки дуже поглинається повітрям і його дослідження проводять за допомогою вакуумних спектральних приладів. Знайдено німецьким вченим В. Шуманом[en] завдяки використанню побудованого ним, вакуумного спектрографа з флюоритовою призмою (1885–1903) та безжелатинових фотопластин, через що, він отримав можливість реєструвати короткохвильове випромінення з довжиною хвиль до 130 нм. Англійський вчений Т. Лайман, вперше збудував вакуумний спектрограф з увігнутою дифракційною ґраткою, та реєстрував ультрафіолетове випромінювання з довжиною хвилі до 25 нм (1924 рік). До 1927 року, був вивчений весь проміжок хвиль до рентгенівського випромінювання.

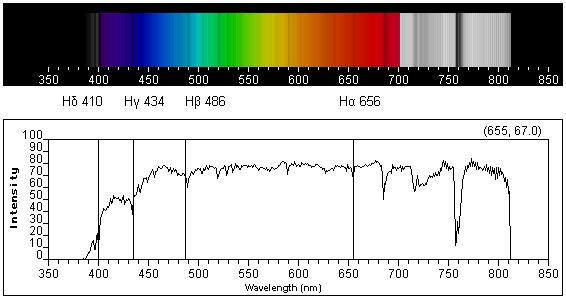
Оптичний спектр сонячного випромінення. Зверху — звичайний вигляд у спектроскоп; знизу — представлення залежності інтенсивності випромінення — I від довжини хвилі

За міжнародною класифікацією стандарту ISO-DIS-21348 сонячне УФ-випромінення розподіляється на такі області та підобласті:
| Назва області                                               | Скорочення | Довжина хвилі нанометри | Енергія на фотон електронвольти |
| ----------------------------------------------------------- | ---------- | ----------------------- | ------------------------------- |
| Ближня область                                              | NUV        | 400—300 нм              | 3,10—4,13 еВ                    |
| Ультрафіолет A довгі ультрафіолетові хвилі або чорне світло | UVA        | 400—315 нм              | 3,10—3,94 еВ                    |
| Середня область                                             | MUV        | 300—200 нм              | 4,13—6,20 еВ                    |
| Ультрафіолет B середні ультрафіолетові хвилі                | UVB        | 315—280 нм              | 3,94—4,43 еВ                    |
| Ультрафіолет C короткі ультрафіолетові хвилі                | UVC        | 280—100 нм              | 4,43—12,4 еВ                    |
| Вакуумна область                                            | VUV        | 200—10 нм               | 6,20—124 еВ                     |
| Далека область                                              | FUV        | 200—122 нм              | 6,20—10,2 еВ                    |
| Лайман-альфа водню                                          | H Lyman-α  | 121,57—121,58 нм        | — еВ                            |
| Екстремально далека                                         | EUV        | 121—10 нм               | 10,2—124 еВ                     |

Спектр ультрафіолетового випромінювання може бути лінійчатим, безперервним або складатися зі смуг залежно від природи джерела випромінення . Лінійчатим спектром володіє УФ-випромінювання атомів, іонів або легких молекул (наприклад, молекула водню H2). Для спектрів важких молекул характерні смуги, обумовлені електронно-коливально-обертальними переходами молекул. Безперервний спектр виникає під час гальмування та рекомбінації електронів.

## Джерела ультрафіолетового випромінювання

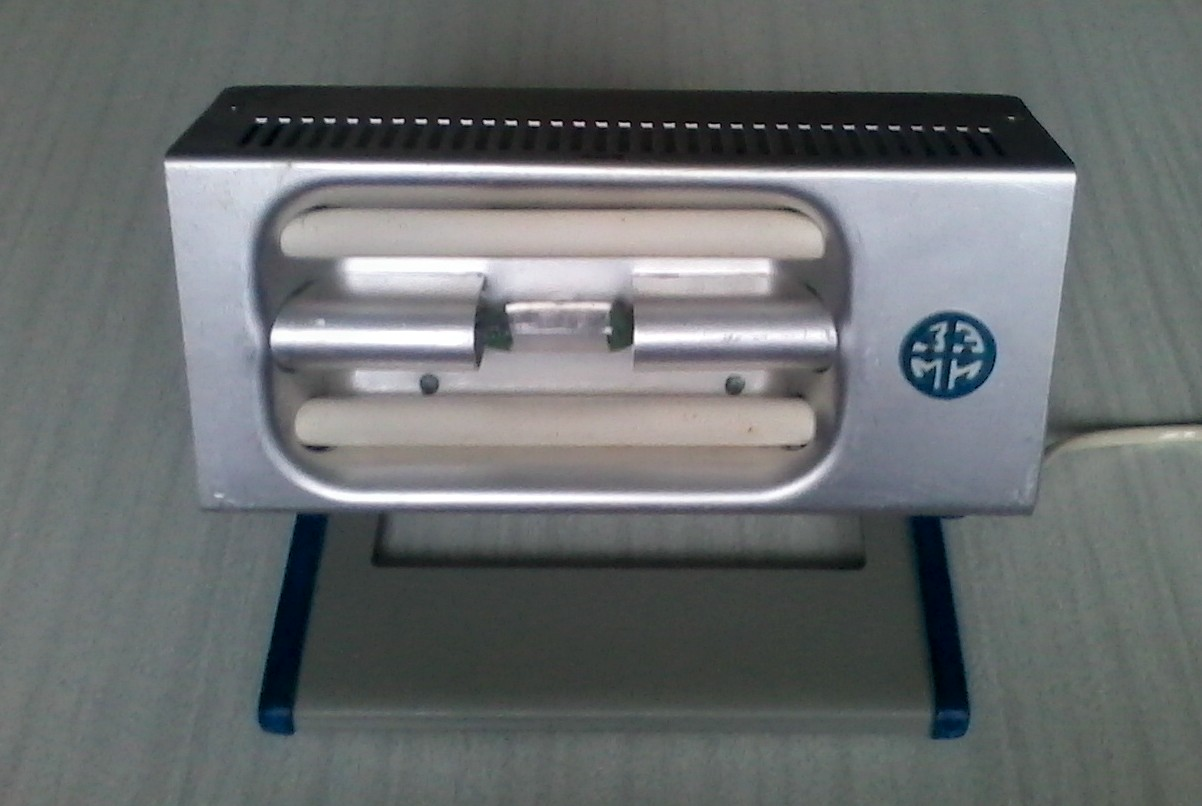
Штучне джерело ультрафіолетового випромінювання

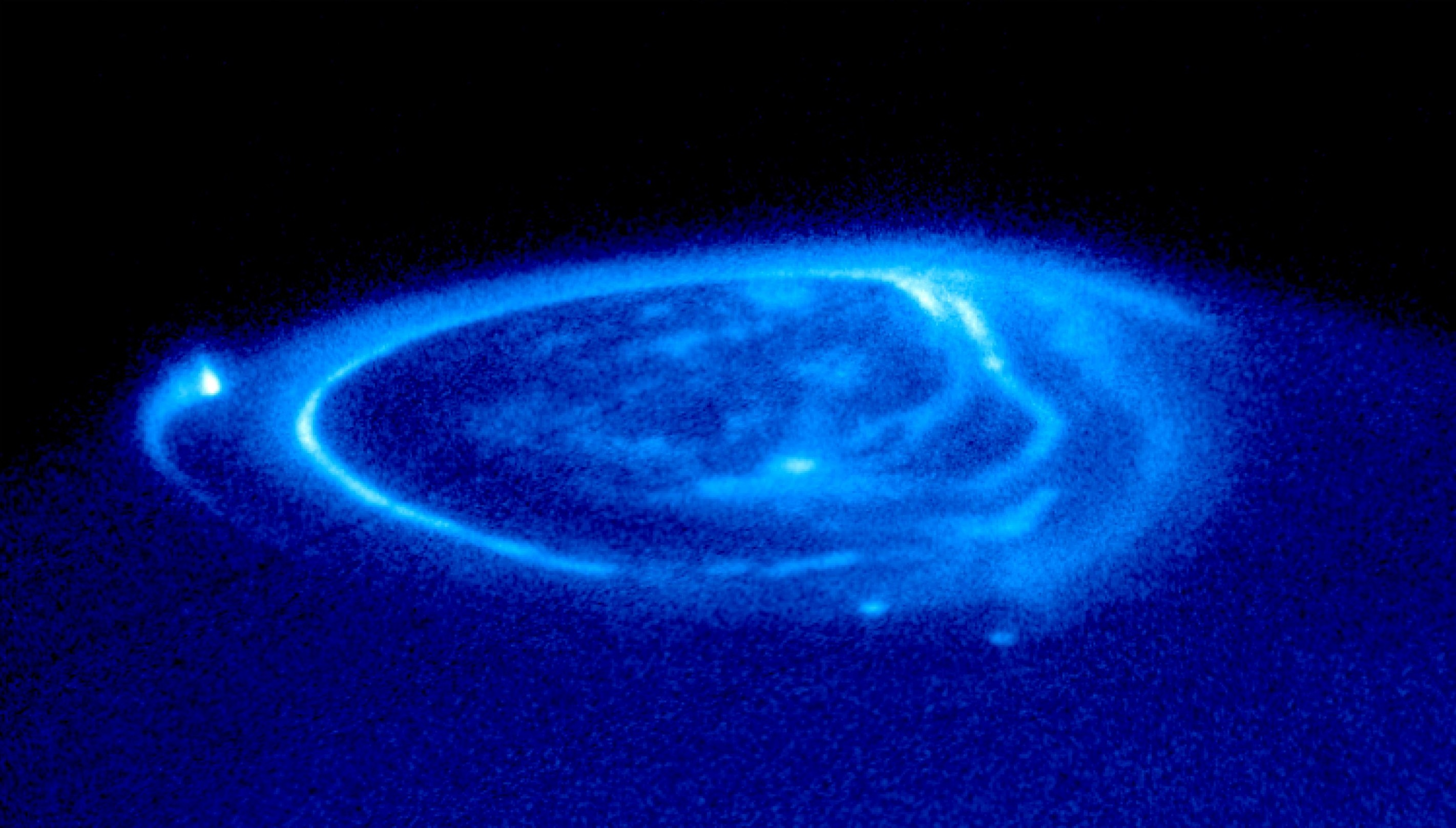
Полярне сяйво на Північному полюсі Юпітера, сфотографоване космічним телескопом Габбл в УФ-спектрі

## Біологічна дія

Спектри впливу УФ-випромінювання: А — мутації пилку кукурудзи; Б — знерухомлення парамецій. Крива — спектр поглинання а) нуклеїнових кислот; б) альбуміну

Залежність життєздатності бактерій від дози УФ-випромінювання: А — кишкова паличка Escherichia coli (λ=253,7 нм); 1, 2 — мутантні штами; 3 — дикий тип; Б — Micrococcus radiodurans (λ=265,2 нм)

### Дія на сітківку ока

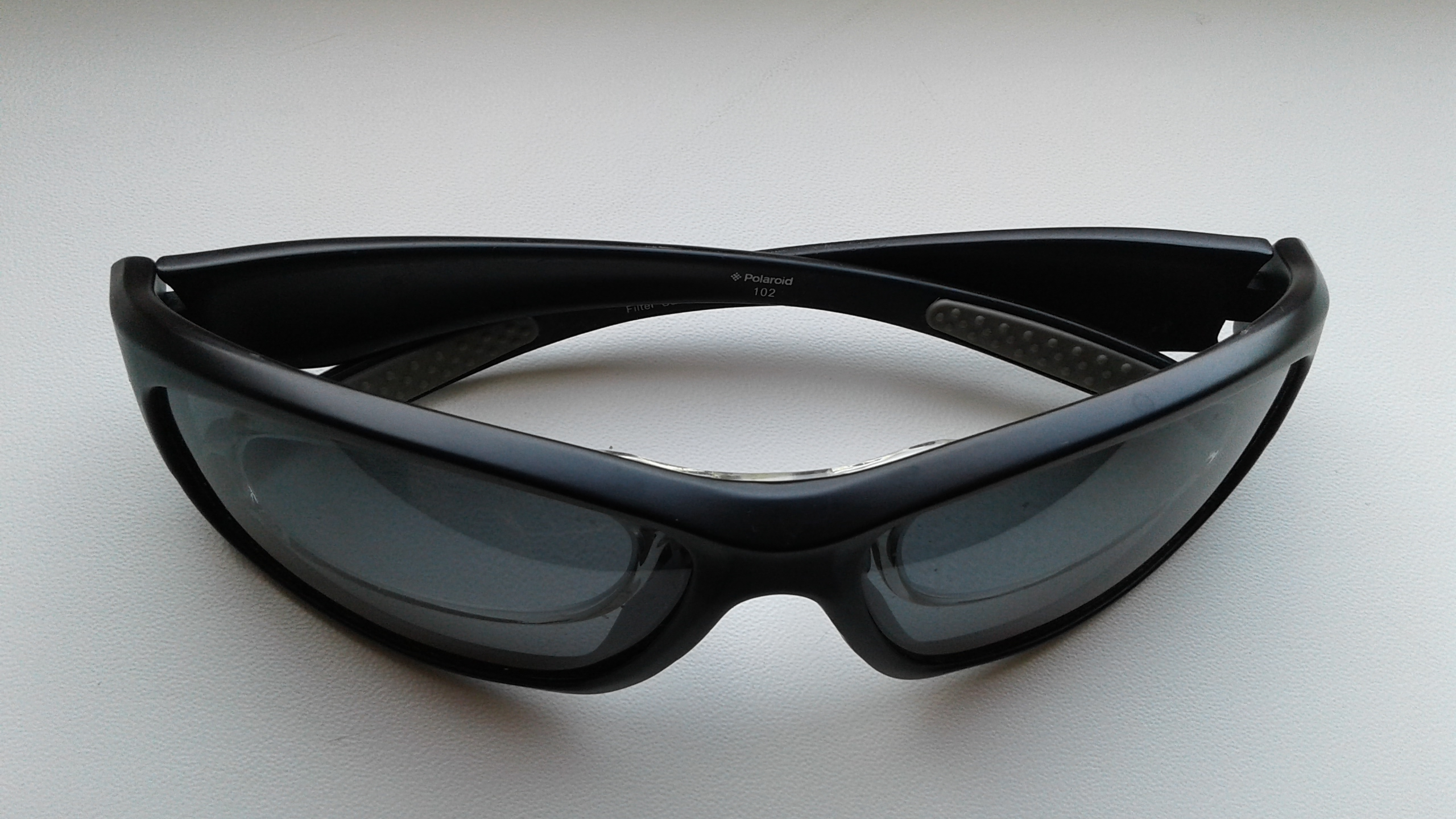
Сонцезахисні окуляри з додатковими діоптричними лінзами

## Оптичні властивості

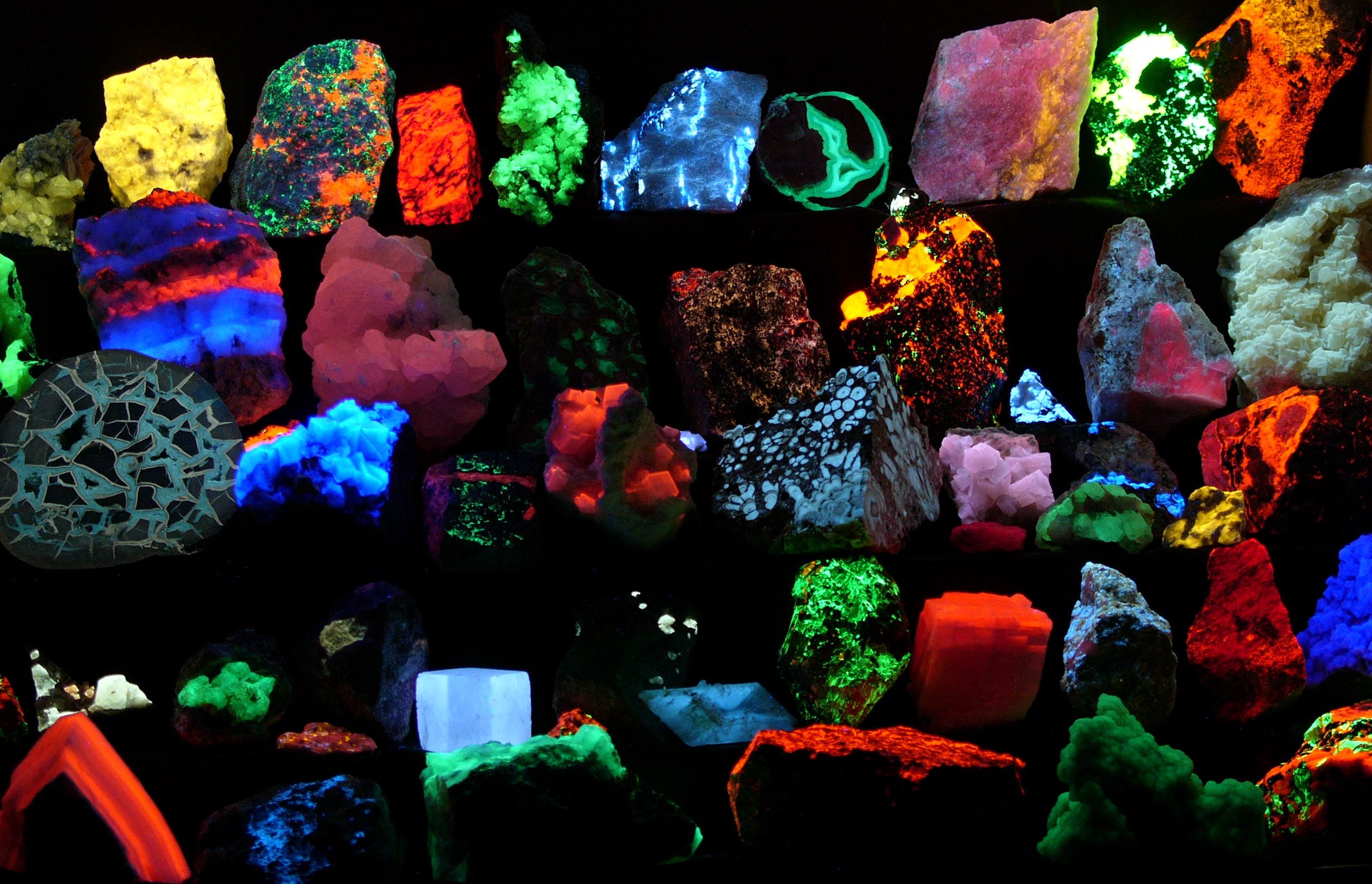
Флуоресценція мінералів на різних довжинах хвиль при УФ-опроміненні

Оптичні властивості речовин ультрафіолетової області спектру, значно відрізняються від їх оптичних властивостей у видимій області. Характерною межею, є зменшення прозорості (збільшення коефіцієнта поглинання) більшості тіл, прозорих у видимій області. Наприклад, звичайне скло непрозоре за інтенсивності випромінювання — I < 320 нм; в більш короткохвильовій області, прозорі лише увіолеве скло, сапфір, фтористий магній, кварц, флюорит, фтористий літій і деякі інші матеріали. Найдальшу межу прозорості (105 нм), має фтористий літій. Для I < 105 нм прозорих матеріалів практично немає. З газоподібних речовин найбільшу прозорість мають інертні гази, межа прозорості яких визначається величиною їхнього іонізаційного потенціалу. Найбільш короткохвильову межу прозорості, має гелій (He) — 50,4 нм. Повітря непрозоре майже при I < 185 нм через УФ-поглинання киснем.

Залежність коефіцієнта відбиття від довжини хвилі випромінення

Коефіцієнт відбиття всіх матеріалів (зокрема металів), знижується зі зменшенням довжини хвилі випромінювання. Наприклад, коефіцієнт відбиття щойно напиленого алюмінію (Al), одного з найкращих серед матеріалів для дзеркальних покриттів, у видимій області спектру, різко зменшується за I < 90 нм. Віддзеркалення алюмінію, значно зменшується також, унаслідок окиснення поверхні. Для захисту поверхні алюмінію від окислення застосовуються покриття з фтористого літію або фтористого магнію. В області I < 80 нм, деякі матеріали мають коефіцієнт відбиття 10-30 % (золото (Au), платина (Pt), радій (Ra), вольфрам (W) та ін.), проте за I < 40 нм, їхній коефіцієнт віддзеркалення знижується до 1 % і менше.